# Axiothée de Phlionte
Pour les articles homonymes, voir Axiothée.
Axiothée de Phlionte (Ἀξιοθέα Φλειασία) est une philosophe académicienne grecque du milieu du IVe siècle av. J.-C., disciple de Platon.

## Biographie
Née sous la domination spartiate de sa patrie Phlionte, ville d'Arcadie, elle aurait rejoint l'école de Platon après avoir lu le livre La République,,. Selon Dicéarque, elle était déguisée en homme.
Elle survécut à son maître, et continua d'étudier à l'Académie de Platon sous Speusippe.
Un fragment de papyrus d'Oxyrhynque mentionne une femme qui fut disciple de Platon, spécifiant son jeune âge ; elle connut deux scholarques après la mort de Platon, Speusippe et Ménédème d'Érétrie.,.

## Postérité

### Art contemporain
- Axiothée de Phlionte figure parmi les 1 038 femmes référencées dans l'œuvre d’art contemporain The Dinner Party (1979) de Judy Chicago. Son nom y est associé à Aspasie[7],[8].